# دائرة أكليم
دائرة أكليم هي إحدى دوائر إقليم بركان، التابع لجهة الشرق، المملكة المغربية. تضم الدائرة 6 جماعات قروية، وبلغ عدد سكانها 62909 فرداً سنة 2004 حسب الإحصاء الرسمي للسكان والسكنى. يتبع للدائرة 12 مشيخة و113 دوار.

## التقسيمات الإداريّة
تعتبر دائرة أكليم إحدى الدوائر المشكّلة لإقليم بركان، وهو التقسيم الإداري من المستوى الرابع المعتمد في المغرب. ينقسم إقليم بركان إلى 10 جماعات قروية تختلف من حيث السكان والمساحة، والتي بدورها تنقسم إلى مشيخات تضم عدداً من الدواوير.